# Harald Schmid
Harald Schmid (Hanau, Alemanha Ocidental, 29 de setembro de 1957) é um antigo atleta alemão, um dos melhores de sempre na corrida de 400 metros com barreiras. No final dos anos setenta e princípios de oitenta, ficaram famosos os seus duelos com o norte-americano Edwin Moses. Entre muitos outros feitos, alcançou a medalha de bronze na estafeta 4 x 400 metros em Montreal 1976, bem como nos 400 metros com barreiras em Los Angeles 1984.
Foi várias vezes medalhado em Campeonatos do Mundo e da Europa. Participou em doze edições da Taça da Europa das Nações, em representação do seu país, nas provas de 400 metros, 400m com barreiras e estafeta 4 x 400 metros.
O ponto mais alto da sua carreira foi atingido em 1979, em Turim, quando no mesmo fim-de-semana, numa edição da Taça da Europa, ganhou os 400 metros rasos, os 4 x 400 metros e os 400 metros com barreiras, estabelecendo o seu recorde pessoal com 47.85 s.
Schmid é licenciado em Ciências do Desporto e tem participado ativamente em campanhas antidrogas e na promoção de actividades desportivas para jovens. Possui atualmente uma empresa de relações públicas.